# 似明亮咽管虫
似明亮咽管虫是一种纤毛虫。2015年6月，华东师范大学生命科学学院原生动物实验室在华东师范大学闵行校区尚义湖内发现了这种纤毛虫，经分析，2017年将其命名为Naxella paralucida，研究成果发表于Journal of Medical Microbiology上。正模标本存放于华东师范大学生物历史博物馆中，副模標本存放于英国自然历史博物馆中。